# دانشکده مدیریت و حسابداری دانشگاه علامه طباطبایی
دانشکده مدیریت و حسابداری علامه طباطبایی یکی از دانشکده‌های دانشگاه علامه طباطبایی است که در پردیس مرکزی (دهکده المپیک) واقع شده‌است. این دانشکده تا پیش از انقلاب اسلامی ایران با عنوان مدرسه عالی بازرگانی تهران به فعالیت می‌پرداخته‌است و پس از تشکیل دانشگاه علامه طباطبایی، تحت عنوان دانشکده مدیریت و حسابداری دانشگاه علامه طباطبایی به فعالیت می‌پردازد. در حال حاضر این دانشکده به سبب قدمت، پیشینه آموزشی و اعضای هیئت علمی خود در ادوار گوناگون مشهور می‌باشد.

## پیشینه
در مرداد ماه سال ۱۳۶۰ به منظور یکپارچگی بیشتر در رشته‌های مشابه علوم اداری و بازرگانی، برخی از مدارس عالی و دانشکده‌ها نظیر مدرسه عالی بازرگانی، مدرسه عالی خدمات جهانگردی و اطلاعات، مدرسه عالی مهمانداری و خدمات پرواز، مدرسه عالی ایران زمین، مدرسه عالی ریاضیات و مدیریت اقتصادی کرج، مؤسسه عالی حسابداری، مؤسسه علوم بانکی، سازمان مدیریت صنعتی، مرکز آموزش مدیریت دولتی، مرکز مطالعات مدیریت ایران با هم ادغام شدند و دانشکده مدیریت و حسابداری تأسیس شد.
قدمت دانشکده مدیریت و حسابداری در رشته حسابداری و امور مالی به سال ۱۳۳۶ و در رشته بازرگانی به سال ۱۳۳۷ و در رشته مدیریت دولتی به سال ۱۳۵۱ برمی‌گردد. این دانشکده در بدو تأسیس در رشته و گرایش‌های تحصیلی حسابداری، مدیریت (بازرگانی، دولتی، صنعتی) خدمات بانکی، خدمات پستی، خدمات پرواز، جهانگردی و هتل‌داری در مقاطع مختلف جمعاً ۱٬۷۵۷ نفر دانشجو داشته‌است. در حال حاضر دانشکده مدیریت و حسابداری با بیش از ۲٬۵۰۰ نفر دانشجوی روزانه و شبانه در مقطع کارشناسی، ۵۰۰ نفر در مقطع کارشناسی ارشد و ۴۵۰ نفر در مقطع دکتری به همراه ۶۰ نفر عضو هیئت علمی و ۶۸ نفر کارکنان اداری، یکی از قدیمی و مطرح‌ترین دانشکده‌های مدیریت و حسابداری در سطح کشور قلمداد می‌شود.

## گروه‌های آموزشی
- گروه مدیریت بازرگانی

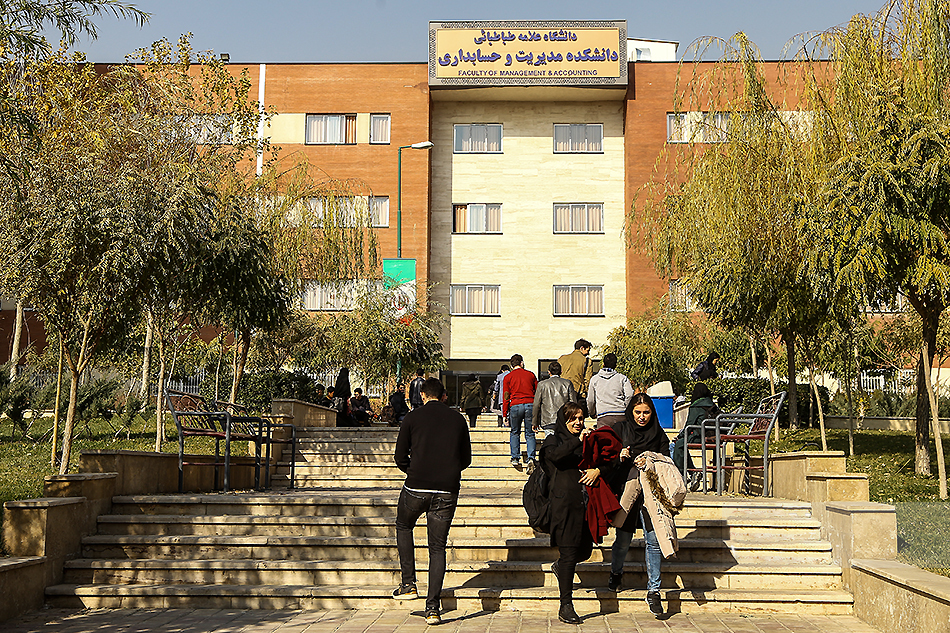
ساختمان دانشکده مدیریت و حسابداری دانشگاه علامه طباطبائی

مقطع لیسانس: گرایش مدیریت بازرگانی
مقطع فوق لیسانس: گرایش بازرگانی بین‌الملل، مدیریت بازاریابی، مدیریت تحول، مدیریت بیمه
مقطع دکتری: گرایش سیاستگذاری بازرگانی، بازاریابی بین‌الملل، رفتار سازمانی و منابع انسانی
- گروه مدیریت صنعتی

مقطع لیسانس: گرایش مدیریت صنعتی
مقطع فوق لیسانس: گرایش مدیریت تولید، مدیریت تکنولوژی، مدیریت فناوری اطلاعات، تحقیق در عملیات
مقطع دکتری: گرایش مدیریت تولید، مدیریت تکنولوژی، مدیریت فناوری اطلاعات، تحقیق در عملیات
- گروه مدیریت دولتی

مقطع لیسانس: گرایش مدیریت دولتی
مقطع فوق لیسانس: گرایش مدیریت منابع انسانی، مدیریت سیستم‌های اطلاعاتی، مدیریت تشکیلات و روش‌ها، مدیریت شهری، مدیرریت کارآفرینی
مقطع دکتری: گرایش مدیریت منابع انسانی، مدیریت تصمیم‌گیری و خط مشی گذاری عمومی، مدیریت تطبیقی و توسعه
- گروه مدیریت جهانگردی

مقطع لیسانس: گرایش مدیریت جهانگردی، مدیریت هتلداری
مقطع فوق لیسانس: گرایش مدیریت جهانگردی
مقطع دکتری: گرایش مدیریت جهانگردی
- گروه حسابداری

مقطع لیسانس: گرایش حسابداری
مقطع فوق لیسانس: گرایش حسابداری، حسابرسی، حسابداری مدیریت، حسابداری بخش عمومی
مقطع دکتری: حسابداری
- گروه مالی و بانکداری

مقطع لیسانس: مدیریت مالی
مقطع فوق لیسانس: مدیریت مالی، مالی گرایش مهندسی مالی، مالی گرایش بانکداری، بانکداری اسلامی
مقطع دکتری: مدیریت مالی، مالی گرایش مهندسی مالی، مالی گرایش بانکداری
- گروه مدیریت فناوری و کارآفرینی

این گروه فقط در مقاطع تحصیلات تکمیلی (کارشناسی ارشد و دکتری) دانشجو می‌پذیرد.

## استادان برجسته
- مهدی الوانی، چهره ماندگار (سال ۱۳۸۲)، استاد نمونه کشوری (۱۳۷۷)،[۸] رئیس اسبق دانشکده مدیریت و حسابداری دانشگاه علامه طباطبایی، رئیس دانشکده مدیریت پردیس بین‌المللی قم دانشگاه تهران[۹]
- علی ثقفی، پدر علم حسابداری ایران و رئیس انجمن حسابداری ایران[۱۰]
- یحیی حساس یگانه، برگزیده کتاب سال حسابداری (سال‌های ۱۳۷۲ و ۱۳۸۵)، عضو هیئت علمی و مدیر گروه آموزش حسابداری مؤسسه عالی بانکداری ایران[۱۱]
- محمدهاشم بت‌شکن، مدیرعامل بانک مسکن، مدیرعامل سابق بانک اقتصاد نوین و رئیس سابق هیئت مدیره سازمان بورس و اوراق بهادار[۱۲]
- ولی‌الله سیف، رئیس کل بانک مرکزی جمهوری اسلامی ایران،[۱۳][۱۴] مدیرعامل سابق بانک ملی، بانک سپه، بانک صادرات و بانک کارآفرین[۱۵]
- سید علی اکبر افجه، استاد تمام گروه مدیریت بازرگانی، استاد نمونه کشوری در سال ۱۳۹۵، رئیس اسبق دانشکده مدیریت و حسابداری دانشگاه علامه طباطبایی
- پیام حنفی زاده، استاد تمام سیستم‌های اطلاعاتی و علوم تصمیم‌گیری،[۱۶] پژوهشگر برتر کشوری در سال 1398،[۱۷] دبیر نشریهٔ بین‌المللی کسب و کار دیجیتال[۱۸] (ناشر: الزویر)
- شمس السادات زاهدی، استاد تمام مدیریت دولتی (اولین استاد تمام زن در دانشگاه‌های ایران)
- محمدرضا فرزین، رئیس اسبق ستاد هدفمندی یارانه‌ها
- مقصود امیری، دکتر مقصود امیری، عضو هیئت علمی دانشکده مدیریت و حسابداری دانشگاه علامه طباطبائی به جمع دانشمندان یک درصد پر استناد جمهوری اسلامی ایران سال ۲۰۱۷ در سطح بین‌المللی پیوست.
- صابر شعری آناقیز، دانش‌آموخته دانشگاه روزولت شیکاگو
- دکتر حسین رحمان سرشت، استاد تمام گروه مدیریت بازرگانی، استاد و پایه‌گذار رشته مدیریت استراتژیک، نویسنده و مترجم کتب پایه مدیریت استراتژیک

## دانش آموختگان سرشناس
- (محمد جواد عاصمی پور استاد بازنشسته دانشگاه نفت و چهل سال معاون وزارتخانه بازرگانی و صنایع و نفت)
- احمد روستا، استاد برجسته گروه مدیریت بازرگانی دانشگاه شهید بهشتی
- حسین کاظم‌پور اردبیلی، وزیر سابق بازرگانی و نماینده ایران در سازمان اوپک
- عادل آذر، استاد برجسته گروه مدیریت صنعتی دانشگاه تربیت مدرس و رئیس مرکز آمار ایران
- حسین عبده تبریزی، بنیانگذار بانک اقتصاد نوین، صاحب امتیاز روزنامه سرمایه و دبیرکل سابق بورس اوراق بهادار تهران[۱۹]
- یوناتن بت کلیا، نماینده آشوریان در دوره‌های ششم، هفتم، هشتم و نهم مجلس شورای اسلامی
- حسن دانایی فرد، استاد دانشکده مدیریت و اقتصاد دانشگاه تربیت مدرس[۲۰]
- منوچهر زمانی، مدیرعامل سابق بانک گردشگری
- باقر کرد نماینده مردم زاهدان در ششمین دوره مجلس شورای اسلامی و عضو هیئت علمی دانشگاه سیستان و بلوچستان

## پیوندها
- پایگاه اینترنتی دانشگاه علامه طباطبایی
- پایگاه اینترنتی دانشکده مدیریت و حسابداری